# 神野ふ頭町
神野ふ頭町（じんのふとうちょう）は、愛知県豊橋市の地名。

## 地理
豊橋市西部に位置する。東から北は神野新田町、西から南は豊橋港に接する。

## 歴史

### 町名の由来
神野新田地先に公共埠頭が設置されたことによる。

### 沿革
- 1977年（昭和52年） - 公有水面埋立地および神野新田町の一部より、神野ふ頭町が成立[2]。

## 交通
- 豊橋港神野公共ふ頭[1]

## 施設
- 名古屋税関豊橋出張所[1]
- 農林水産省名古屋植物防疫所豊橋出張所[1]
- 法務省名古屋入国管理局豊橋出張所[1]
- 国土交通省三河港湾事務所
- ライフポートとよはし
- カモメリア
- 神野緑地
- 神野西緑地

### WEB
1. ↑  “愛知県豊橋市の町丁・字一覧”.   人口統計ラボ. 2023年4月13日閲覧。
2. ↑  総務省統計局 (2017年1月27日). “平成27年国勢調査の調査結果(e-Stat) - 男女別人口及び世帯数 －町丁・字等” (CSV). 2021年7月21日閲覧。
3. ↑  “愛知県豊橋市の郵便番号一覧”.   日本郵便. 2023年4月13日閲覧。
4. ↑  “市外局番の一覧” (PDF).   総務省 (2022年3月1日). 2022年3月22日閲覧。

### 書籍
1. 1 2 3 4 5 6  「角川日本地名大辞典」編纂委員会 1989, p. 1788.
2. 1 2  「角川日本地名大辞典」編纂委員会 1989, p. 712.